# Gran Premio de los Países Bajos de Motociclismo de 1953
El Gran Premio de los Países Bajos de Motociclismo de 1953 fue la segunda prueba de la temporada 1953 del Campeonato Mundial de Motociclismo. El Gran Premio se disputó el 27 de junio de 1953 en el Circuito de Drenthe.

## Resultados 500cc
Geoff Duke aprovechó al máximo el largo circuito urbano en Drenthe. En circuitos cortos, las Nortons todavía eran difíciles de superar, pero en Assen, Duke y su compañero de equipo Reg Armstrong acabaron con su Gilera de cuatro cilindros en los dos primeros puestos, pordealnte de Ken Kavanagh. Bill Doran comenzó con la nueva  AJS E95 "Porcupine" pero acabó a nueve minutos del vencedor. Fergus Anderson y Enrico Lorenzetti no pudieron impresionar con la nueva Moto Guzzi Quattro Cilindri pero abandonaron. Walter Zeller fue séptimo con la BMW RS 53, pero ya con una vuelta doblados. BMW no se tomó el Mundial muy en serio, MV Agusta se retiró de la competición tras la muerte de Les Graham. La carrera de 500cc fue dura: de los 41 participantes, solo 13 llegaron a la meta. Entre los abandonos, se ioncluyen nombre como Anderson, Lorenzetti, Dickie Dale, Alfredo Milani, Umberto Masetti, Rod Coleman o Ray Amm.
| Pos.    | Piloto              | Equipo     | Tiempo/Retirado | Puntos |
| ------- | ------------------- | ---------- | --------------- | ------ |
| 1       | Geoff Duke          | Gilera     | 1h 38:23.3      | 8      |
| 2       | Reg Armstrong       | Gilera     | + 47.1          | 6      |
| 3       | Ken Kavanagh        | Norton     | + 55.8          | 4      |
| 4       | Giuseppe Colnago    | Gilera     | + 2:14.4        | 3      |
| 5       | Jack Brett          | Norton     | + 3:36.1        | 2      |
| 6       | Bill Doran          | AJS        | + 9:26.6        | 1      |
| 7       | Walter Zeller       | BMW        | + 1 Vuelta      |        |
| 8       | Piet Bakker         | Norton     | + 1 Vuelta      |        |
| 9       | Raymond Laurent     | Norton     | + 1 Vuelta      |        |
| 10      | Geoffrey Read       | Norton     | + 1 Vuelta      |        |
| 11      | Keith Bryen         | Norton     | + 2 Vueltas     |        |
| 12      | Priem Rozenberg     | Matchless  | + 2 Vueltas     |        |
| 13      | Lodewijk Simons     | Matchless  | + 3 Vueltas     |        |
| Ret     | Rally Dean          | Norton     | Ret             |        |
| Ret     | Zacky Dean          | Norton     | Ret             |        |
| Ret     | Alfredo Milani      | Gilera     | Ret             |        |
| Ret     | Keith Campbell      | Norton     | Ret             |        |
| Ret     | Henk Steman         | Matchless  | Ret             |        |
| Ret     | Tony McAlpine       | Norton     | Ret             |        |
| Ret     | Humphrey Ranson     | Norton     | Ret             |        |
| Ret     | Simon Sandys-Winsch | Norton     | Ret             |        |
| Ret     | Arthur Wheeler      | Matchless  | Ret             |        |
| Ret     | Peter Murphy        | Matchless  | Ret             |        |
| Ret     | Robin Sherry        | AJS        | Ret             |        |
| Ret     | Barrie Stormont     | Norton     | Ret             |        |
| Ret     | Fergus Anderson     | Moto Guzzi | Ret             |        |
| Ret     | Charles Bruguiere   | Norton     | Ret             |        |
| Ret     | Rod Coleman         | AJS        | Ret             |        |
| Ret     | Rudolf Knees        | Norton     | Ret             |        |
| Ret     | Ernie Ring          | Matchless  | Ret             |        |
| Ret     | Robert Matthews     | Norton     | Ret             |        |
| Ret     | Ken Mudford         | Norton     | Ret             |        |
| Ret     | George Scott        | AJS        | Ret             |        |
| Ret     | Harold Clark        | Matchless  | Ret             |        |
| Ret     | Ray Amm             | Norton     | Ret             |        |
| Ret     | George Morgan       | Norton     | Ret             |        |
| Ret     | Umberto Masetti     | Gilera     | Ret             |        |
| Ret     | Friedel Schön       | Horex      | Ret             |        |
| Ret     | Leo-Trevor Simpson  | Matchless  | Ret             |        |
| Ret     | Dickie Dale         | Gilera     | Ret             |        |
| Ret     | Enrico Lorenzetti   | Moto Guzzi | Ret             |        |
| Fuente: |                     |            |                 |        |

## Resultados 350cc
Enrico Lorenzetti no había participado en la TT Isla de Man. Pero en Assen, Lorenzetti derrotó a la Norton Manx de Ray Amm y la AJS 7R de Ken Kavanagh.
| Pos. | Piloto              | Moto       | Tiempo/Retirado | Puntos |
| ---- | ------------------- | ---------- | --------------- | ------ |
| 1    | Enrico Lorenzetti   | Moto Guzzi | 1h 18'54"7      | 8      |
| 2    | Ray Amm             | Norton     | +22"9           | 6      |
| 3    | Ken Kavanagh        | Norton     | +1'20"9         | 4      |
| 4    | Jack Brett          | Norton     | +1'48"9         | 3      |
| 5    | Ernie Ring          | AJS        | +2'23"4         | 2      |
| 6    | Bill Doran          | AJS        | +2'53"9         | 1      |
| 7    | Ken Mudford         | AJS        |                 |        |
| 8    | Peter Murphy        | AJS        |                 |        |
| 9    | George Scott        | AJS        |                 |        |
| 10   | Leo-Trevor Simpson  | AJS        |                 |        |
| 11   | Bob Matthews        | Velocette  |                 |        |
| 12   | Arthur Wheeler      | AJS        |                 |        |
| 13   | Lo Simons           | Velocette  |                 |        |
| 14   | Simon Sandys-Winsch | Velocette  |                 |        |
| 15   | Chris Stormont      | Norton     |                 |        |
| 16   | Ray Laurent         | AJS        |                 |        |
| 17   | Anton Elbersen      | NSU        |                 |        |
| Ret  | Fergus Anderson     | Moto Guzzi | Ret             |        |

## Resultados 250cc

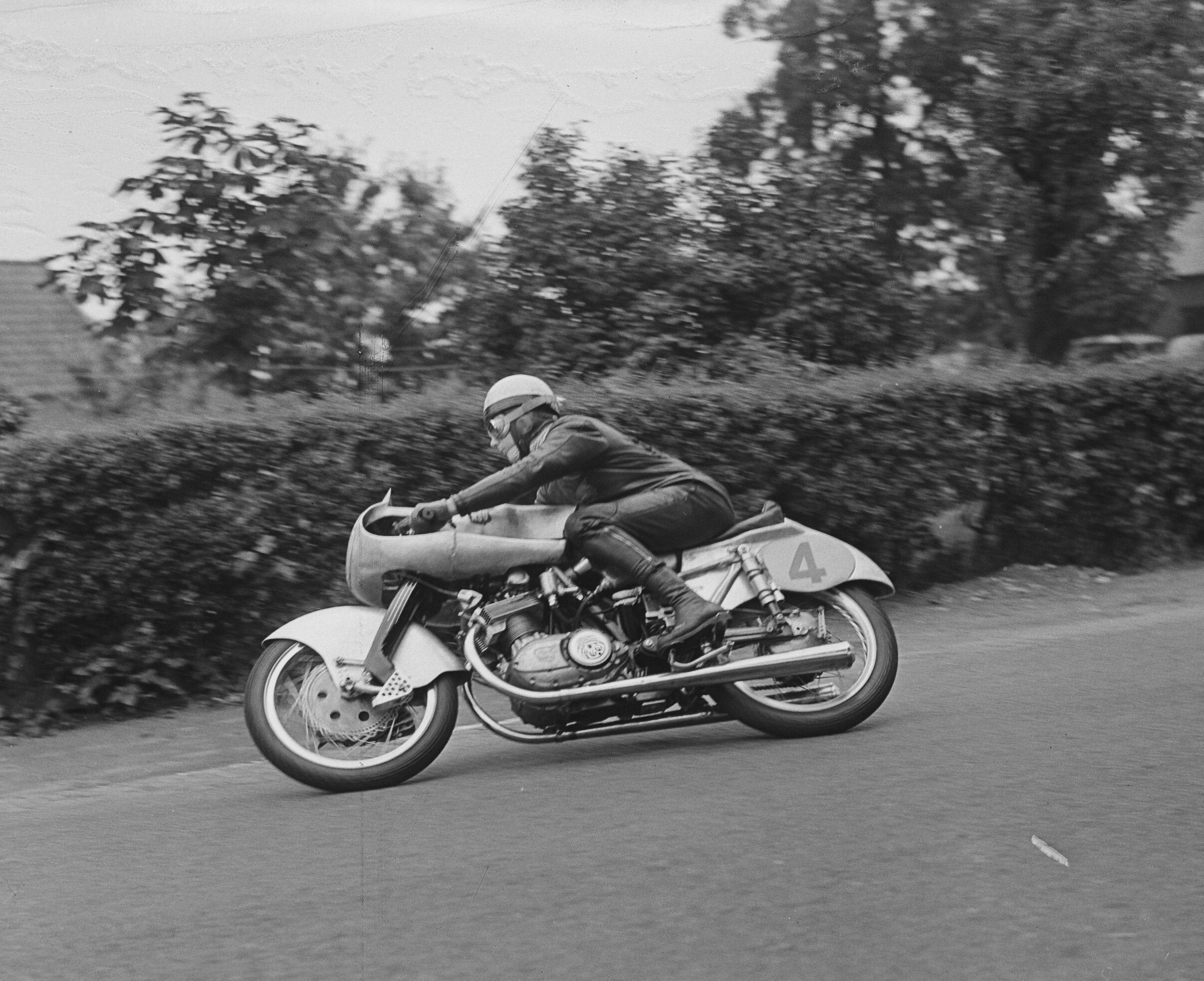
Werner Haas zette met de Rennmax el frente de la carrera de 250cc.

Werner Haas fue muy superior a Fergus Anderson en Assen con la Moto Guzzi Bialbero 250. Reg Armstrong terminó tercero con su NSU.
| Pos. | Piloto              | Moto       | Tiempo/Retirado | Puntos |
| ---- | ------------------- | ---------- | --------------- | ------ |
| 1    | Werner Haas         | NSU        | 1h 07'26"5      | 8      |
| 2    | Fergus Anderson     | Moto Guzzi | +1"6            | 6      |
| 3    | Reg Armstrong       | NSU        | +3"3            | 4      |
| 4    | Enrico Lorenzetti   | Moto Guzzi | +3'11"9         | 3      |
| 5    | Siegfried Wünsche   | DKW        | +3'36"7         | 2      |
| 6    | August Hobl         | DKW        | +4'16"3         | 1      |
| 7    | Arthur Wheeler      | Moto Guzzi | +4'54"7         |        |
| 8    | Sidney Willis       | Velocette  | +6'51"4         |        |
| 9    | Sijbren Postma      | Moto Guzzi |                 |        |
| 10   | Heinz Thorn-Prikker | Moto Guzzi |                 |        |
| 11   | Bill Webster        | Moto Guzzi |                 |        |
| 12   | Bill Maddrick       | Moto Guzzi |                 |        |
| 13   | William Plett       | Excelsior  |                 |        |
| 14   | Wilson Ferguson     | Excelsior  |                 |        |
| Ret  | Otto Daiker         | NSU        | Ret             |        |

## Resultados 125cc
Aunque MV Agusta se había retirado de la categoría de 500 cc después de la muerte de Les Graham, desplegó un equipo bastante completo en la de 125. Sin embargo, Carlo Ubbiali y Cecil Sandford no fueron lo suficientemente rápidos con sus MV Agusta 125 Bialbero para la NSU Rennfox de Werner Haas.
| Pos. | Piloto              | Moto        | Tiempo/Retirado | Puntos |
| ---- | ------------------- | ----------- | --------------- | ------ |
| 1    | Werner Haas         | NSU         | 54'326          | 8      |
| 2    | Carlo Ubbiali       | MV Agusta   | +46"6           | 6      |
| 3    | Cecil Sandford      | MV Agusta   | +1'26"2         | 4      |
| 4    | Luigi Zinzani       | Moto Morini | +2'46"6         | 3      |
| 5    | Dreikus Veer        | Moto Morini | +5'58"5         | 2      |
| 6    | Bill Webster        | MV Agusta   | +6'58"9         | 1      |
| 7    | Harold Clark        | MV Agusta   | +1 Vuelta       |        |
| 8    | Dick van der Waerdt | Eysink      |                 |        |
| 9    | Bill Webster        | MV Agusta   |                 |        |
| 10   | Wout de Greef       | NSU         |                 |        |
| 11   | Jaap Kaspers        | Eysink      |                 |        |
| 12   | Jan Rietveld        | Eysink      |                 |        |
| 13   | Gisbertus Lagerney  | Sparta      |                 |        |
| 14   | Jan Muylwijk        | NSU         |                 |        |
| 14   | Wim Regters         | Puch        |                 |        |